# 16-os busz (Nagykanizsa)
A nagykanizsai 16-os jelzésű autóbusz az Kalmár utca és a Kiskanizsa, Rozmaring utca megállóhelyek között közlekedik. A járatot a Volánbusz üzemelteti.

## Útvonala
| Bajcsa, vízmű felé | Autóbusz-állomás felé |
| --- | --- |
| Autóbusz-állomás – Kalmár utca – Király utca – Vár utca – Bajcsy-Zsilinszky út – Bajcsai út – Törökvári utca – Bajcsa, vízmű | Bajcsa, vízmű – Törökvári utca – Bajcsai út – Bajcsy-Zsilinszky út – Vár utca – Király utca – Kalmár utca – Autóbusz-állomás |

## Megállóhelyei
Az átszállási kapcsolatok között a Kiskanizsa, temető megállóhelyig közlekedő 16A busz nincs feltüntetve!
| 0  | Autóbusz-állomás                       | 20 | 2, 4A, 4Y, 6, 6C, 8, 8Y, 10, 10Y, 18, 20, 20Y, 21, 21E, 21Y, C3, C5, C7 | Helyközi autóbusz-állomás, Vásárcsarnok, Kanizsa Plaza, Bolyai János Általános Iskola      |
| 2  | Király utca (Korábban: DÉDÁSZ)         | 18 | 4, 4A, 4Y, 6, 6A, 6Y, 41E, C7                                           | Pannon Egyetem - B épület                                                                  |
| 3  | Gépgyár                                | 17 | 4, 4A, 4Y, 6, 6A, 6Y, 41E, C7                                           |                                                                                            |
| 4  | Kiskanizsa, Bajcsy-Zsilinszky utca 13. | 16 | 4Y, 6, 6A, 6Y, 41E, C7                                                  |                                                                                            |
| 5  | Kiskanizsa, gyógyszertár               | 15 | 4Y, 6, 6A, 6Y, 41E                                                      |                                                                                            |
| 7  | Kiskanizsa, Templom tér                | 13 | 4Y, 6, 6A, 6Y, 41E                                                      | Móricz Zsigmond Művelődési Ház, Sarlós Boldogasszony templom, Kiskanizsai Általános Iskola |
| 8  | Kiskanizsa, Szent Flórián tér          | 12 | 4Y, 6, 6A, 6Y, 41E                                                      |                                                                                            |
| 9  | Kiskanizsa, Bajcsai út 31-46.          | 11 | 6A                                                                      |                                                                                            |
| 10 | Kiskanizsa, temető                     | 10 | 6A                                                                      | Kiskanizsai temető                                                                         |
| 11 | Kiskanizsa, gépműhely                  | 9  |                                                                         |                                                                                            |
| 12 | Kiskanizsa, sportrepülőtér             | 8  |                                                                         | Nagykanizsai repülőtér                                                                     |
| 15 | Bajcsa, mezőgazdasági telep            | 5  |                                                                         |                                                                                            |
| 16 | Bajcsa, csemetekert                    | 4  |                                                                         |                                                                                            |
| 17 | Bajcsa, Törökvári utca 1-30.           | 3  |                                                                         |                                                                                            |
| 18 | Bajcsa, óvoda                          | 2  |                                                                         | Bajcsai óvoda, Kultúrház, Magyarok Nagyasszonya-templom                                    |
| ∫  | Bajcsa, Törökvári utca 143.            | 1  |                                                                         | Bajcsai temető                                                                             |
| 20 | Bajcsa, vízmű                          | 0  |                                                                         |                                                                                            |